# تحفة الحكام في نكت العقود والأحكام
تحفة الحكام في نكت العقود والأحكام منظومة من منظومات الفقه المالكي، ألفه الفقيه ابن عاصم الغرناطي (ت: 829 هـ). المنظومة تسمى أيضًا بالعاصمية، تختص في علم الوثائق والإبرام والقضاء. بلغ عدد أبيات المنظومة 1698 بيتًا، وقد اشتملت المنظومة على سبعة عشر بابًا. الكتاب من تحقيق محمد عبد السلام محمد.

## أبواب المنظومة
تحتوي المنظومة على 17 بابًا، وتقع في 1698 بيتًا، وأبوابها هي:
- باب القضاء وما يتعلق به.
- باب الشهود وأنواع الشهادات وما يتعلق بذلك.
- باب اليمين وما يتعلق بها.
- باب الرهن وما يتعلق به.
- باب في الضمان وما يتعلق به.
- باب الوكالة وما يتعلق بها.
- باب الصلح وما يتعلق به.
- باب النكاح وما يتعلق به.
- باب الطلاق والرجعة وما يتعلق بهما.
- باب النفقات وما يتعلق بها.
- باب البيوع وما شاكلها.
- باب الكراء وما يتصل به.
- باب التبرعات.
- باب في العتق وما يتصل به.
- باب في الرشد والأوصياء والحجر والوصية والإقرار والدين والفلس.
- باب في الضرر وسائر الجنايات.
- باب التوارث والفرائض.